# Warnachar II.
Warnachar II. latinsky Warnacharius (6. století - 627 Mâcon) byl franský majordomus v Austrasii a Burgundsku.

## Životopis
Historia Francorum uvádí, že po smrti Theudericha II. v roce 613 majordom Warnachar pomáhal královně Brunhildě na trůn dosadit nezletilého Theuderichova syna Sigiberta II., když ale objevil Brunhildino plánované spiknutí s cílem ho zabít, postavil se na stranu Brunhildina protivníka Chlothara, krále Neustrie, za což od Chlothara získal úřad majordoma v Burgundsku a příslib, že z tohoto úřadu nebude během svého života nikdy sesazen. Warnachar tím získal neomezenou kontrolu nad Burgundskem. V roce 626 či 627 svolal biskupskou synodu v Mâconu, která uznala vládu řádu svatého Kolumbána z Luxeuilu. Krátce po skončení této biskupské synody v Mâconu zemřel. Historia Francorum uvádí Warnacharovu smrt (Warnacharius maior domi) ve 43. roce vlády krále Chlothara II., vzhledem k tomu, že Chlothar na trůn usedl v roce 584, pak rokem úmrtí Warnacharia byl patrně rok 627. Po Warnacharově smrti Chlothar II. svolal burgundskou šlechtu do Troyes, aby projednal následníka zesnulého Warnachara. Burgundská šlechta volbu nástupce do úřadu majordoma odmítla, což spolu s odstraněním Warnacharova syna Godina znamenalo, že Burgundsko v následujících desetiletích přešlo pod přímou vládu krále.
Warnachar měl syna Godina a dceru neznámého jména. Historia Francorum pouze uvádí, že franský šlechtic Arnebert byl manželem Godinovy sestry (Arneberti duci erit nupta Godini germanam). Obě děti pocházely z prvního manželství. Jméno Warnacharovy první manželky je neznáme. Druhou Warnacharovou ženou byla Berta. Historia Francorum uvádí, že po Warnacharově smrti se syn Godinus oženil se svou nevlastní matkou Bertou (Warnacharius maior domi... filius eius Godinus noverca filiam Bertane), čímž způsobil skandál a musel ještě téhož roku uprchnout do Austrasie, kde se uchýlil do kostela Saint-Epvre v Nancy. Král Chlothar mu umožnil návrat pod podmínkou, že svou manželku Bertu zapudí. Nakonec ale dovedně využil tento skandál k trvalému rozbití moci burgundských majordomů tím, že pověřil Godinova švagra Arneberta, aby Godina zabil. Arnebert pronásledoval prchajícího Godina, což naznačuje, že patřil do skupiny vévodů kolem Amalgara a Chramnelena, kteří v Burgundsku soupeřili o úřad majordoma. Godinus uprchnul do Neustrie, ale krátce nato byl poblíž Chartres zabit Chlotharovými stoupenci, Waldebertem a Chramnulfem.